# کاروری
کاروری (به لاتین: Karuri) یک منطقهٔ مسکونی در کنیا است که در کیامبو کانتی واقع شده‌است. کاروری ۱۲۹٬۹۳۴ نفر جمعیت دارد.